# Hans-Georg Alexander Kremmler
Hans-Georg Alexander Kremmler (* 21. Dezember 1885 in Metz; † 13. Juni 1966 in Bad Hönningen) war ein deutscher Landrat.

## Leben und Wirken
Nachdem Hans-Georg Alexander Kremmler im Jahre 1908 als Sekretär beim Bezirkspräsidium Colmar beschäftigt war, wechselte er im Jahre 1911 zunächst zum Reichskolonialamt und später zum Bezirkspräsidium Metz. Zwei Jahre später wurde Kremmler Kreisdirektor in Erstein. Er nahm an den Kämpfen im Ersten Weltkrieg teil und war nach dem Kriege als Regierungsobersekretär bei der Bezirksregierung Düsseldorf beschäftigt. Am 10. März 1922 zunächst vertretungsweise, wurde er im August 1922 definitiv zum Landrat des Kreises Hamm ernannt. In diesem Amt blieb er bis zum Eintritt in den einstweiligen Ruhestand am 20. März 1925. 
Im September wurde er als Ruhestandsbeamter nach den Bestimmungen des Gesetzes zur Wiederherstellung des Berufsbeamtentums aus dem Staatsdienst entlassen. Fortan betätigte er sich schriftstellerisch und wurde im Jahre 1945 Landrat in Bernkastel. Von Mitte 1946 an bis zu seinem endgültigen Ruhestand im Jahre 1949 war Kremmler Regierungsvizepräsident in Koblenz.
Kremmler war Mitglied der SPD.